# 牛川町
牛川町（うしかわちょう）は、愛知県豊橋市の町名。51の小字が設置されている。座標: 北緯34度46分55秒 東経137度25分01秒 / 北緯34.7820015768636度 東経137.416965366728度

## 地理
豊橋市の北部および東部に位置する。町域は現在、字乗小路の区域と字押川・寺前の区域、その他の区域の3つに分かれる。

### 河川
- 豊川
- 神田川
- 朝倉川

### 字一覧
- 油田（あぶらでん）
- 洗島（あらいじま）
- 池下（いけした）
- 後畑（うしろばた）
- 大縄（おおなわ）
- 押川（おしかわ）
- 折目（おりめ）
- 神田（かんだ）
- 川口（かわぐち）
- 川田（かわた）
- 川垂（かわだれ）
- 北台（きただい）
- ギロウ
- 郷道（ごうどう）
- 郷中（ごうなか）
- 西郷（さいごう）
- 下田（しもだ）
- 下モ田（しもだ）
- 下野（しもの）
- 城下（しろした）
- 水神前（すいじんまえ）
- 瀬ノ上（せのうえ）
- 田中（たなか）
- 田ノ上（たのうえ）
- 寺前（てらまえ）
- 中郷（なかごう）
- 中島（なかじま）
- 長池（ながいけ）
- 長畑（ながはた）
- 生土（なまど）
- 浪ノ上（なみのうえ）
- 西河原（にしかわら）
- 西側（にしがわ）
- 西仲田（にしなかだ）
- 乗小路（のりこうじ）
- 八分取（はちぶどり）
- 東側（ひがしがわ）
- 東仲田（ひがしなかた）
- 宝塚（ほうづか）
- 堀割（ほりわり）
- 松下（まつした）
- まま下（まました）
- 水洗（みずあらい）
- 道上（みちうえ）
- 道下（みちした）
- 三ツ又（みつまた）
- 南台（みなみだい）
- 宮脇（みやわき）
- 向まま下（むこうまました）
- 森下（もりした）
- 薬師前（やくしまえ）

## 世帯数と人口
2021年（令和3年）4月1日現在の世帯数と人口は以下の通りである。
| 町丁   | 世帯数    | 人口    |
| ------ | --------- | ------- |
| 牛川町 | 2,381世帯 | 5,756人 |

## 学区
市立小・中学校に通う場合、学区は以下の通りとなる。
| 番・番地等                          | 小学校             | 中学校             | 高等学校普通科 |
| ----------------------------------- | ------------------ | ------------------ | -------------- |
| 下記以外                            | 豊橋市立牛川小学校 | 豊橋市立青陵中学校 | 三河学区       |
| 字池下・押川・寺前・ 乗小路・東仲田 | 豊橋市立鷹丘小学校 | 豊橋市立東陵中学校 | 三河学区       |

## 歴史
八名郡牛川村を前身とする。
1957年5月に、字乗小路の石灰岩採石場から約10万年前の更新世のものとされる化石人骨が発見され、発見場所にちなんで「牛川人（牛川原人）」と命名されたことで知られる。ただしその後の調査によって、現在ではナウマンゾウの骨とされている。

### 沿革
- 1889年（明治22年）10月1日 - 町村制に基づく八名郡牛川村となる[7]。
- 1906年（明治39年）7月1日 - 合併に伴い、下川村大字牛川となる[7]。
- 1932年（昭和7年）9月1日 - 豊橋市へ編入し、大字牛川と大字西下条の一部より同市牛川町となる[7]。
- 1942年（昭和17年）8月15日 - 一部が牛川薬師町となる[7][8]。
- 1972年（昭和47年）7月11日 - 一部が緑ケ丘1～2丁目となる[7][9]。
- 1974年（昭和49年）5月2日 - 一部が森岡町となる[7][10]。
- 1978年（昭和53年）3月16日 - 一部が東小鷹野・西小鷹野・南牛川・牛川通・忠興・東森岡となり、一部を東田町へ編入[7][11]。
- 1987年（昭和62年）11月26日 - 一部が浪ノ上町となる[11]。

## 施設
- 豊橋市上下水道局
- 豊橋創造大学
- 豊橋市立牛川小学校
- 豊橋市立青陵中学校
- 豊橋市立東陵中学校
- 豊橋市立牛川東保育園
- 緑ヶ丘ゴルフクラブ
- 牛川浪之上稲荷神社
- 忠興八幡神社
- 正太寺
- 正圓寺

## 交通
- 愛知県道31号東三河環状線
  - 乗小路トンネル
- 愛知県道69号豊橋乗本線

## その他

### 日本郵便
集配担当する郵便局は以下の通りである。
| 字                                    | 郵便番号 | 郵便局     |
| ------------------------------------- | -------- | ---------- |
| 下記以外                              | 440-0016 | 豊橋郵便局 |
| 字池下・押川・西仲田・ 乗小路・東仲田 | 440-0006 | 豊橋郵便局 |